# Paguana
Paguana (Yaguana, Payana), pleme i jezik ili dijalekt istoimenog plemena koji su nekada (16. stoljeće) obitavali, (prema Carvajalu), na rijeci rio Purus, u blizini današnjeg Teféa u brazilskoj državi Amazonas. Acuña kaže da žive na rijeci Teffé dok ih Laureano de la Cruz (1900) locira na ušću rijeke Araganatuva (pritoka Japure), a Ribeiro de Sampaio (1825.) nabraja njihovo ime među Indijancima u Fonte Boi
Jezično su pripadali porodici Tupian, i činili ogranak Omagua Indijanaca.